# Chotěšov
Chotěšov (deutsch Chotieschau) ist eine Gemeinde im Okres Plzeň-jih in Tschechien.

## Geographische Lage
Die Ortschaft liegt in Westböhmen linksseitig der Radbuza (Radbusa) an einem Seitenarm des Flusses in der Plzeňská kotlina (Pilsener Becken), 3 km nordöstlich von Stod (Staab), 17 km südwestlich von Pilsen und etwa 100 km südwestlich von Prag.
Durch den Ort führt die Staatsstraße 26 zwischen Pilsen und Staňkov sowie die Eisenbahnstrecke von Pilsen nach Domažlice. Im Süden jenseits des Flusses erhebt sich der 487 m hohe Křížový vrch. Die Katasterfläche beträgt 2681 ha.
Nachbarorte sind Hoříkovice, Týnec und Zbůch im Norden, Vodní Újezd im Osten, Bayerův Důl und Vstiš im Südosten, Losina, Mantova und Pančava im Süden sowie Stod im Südwesten.

## Geschichte

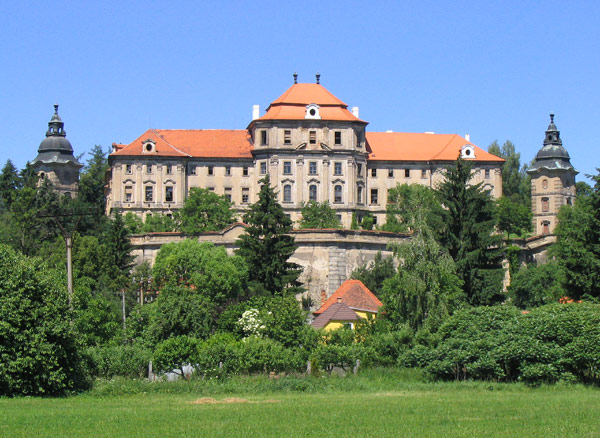
Kloster Chotěšov

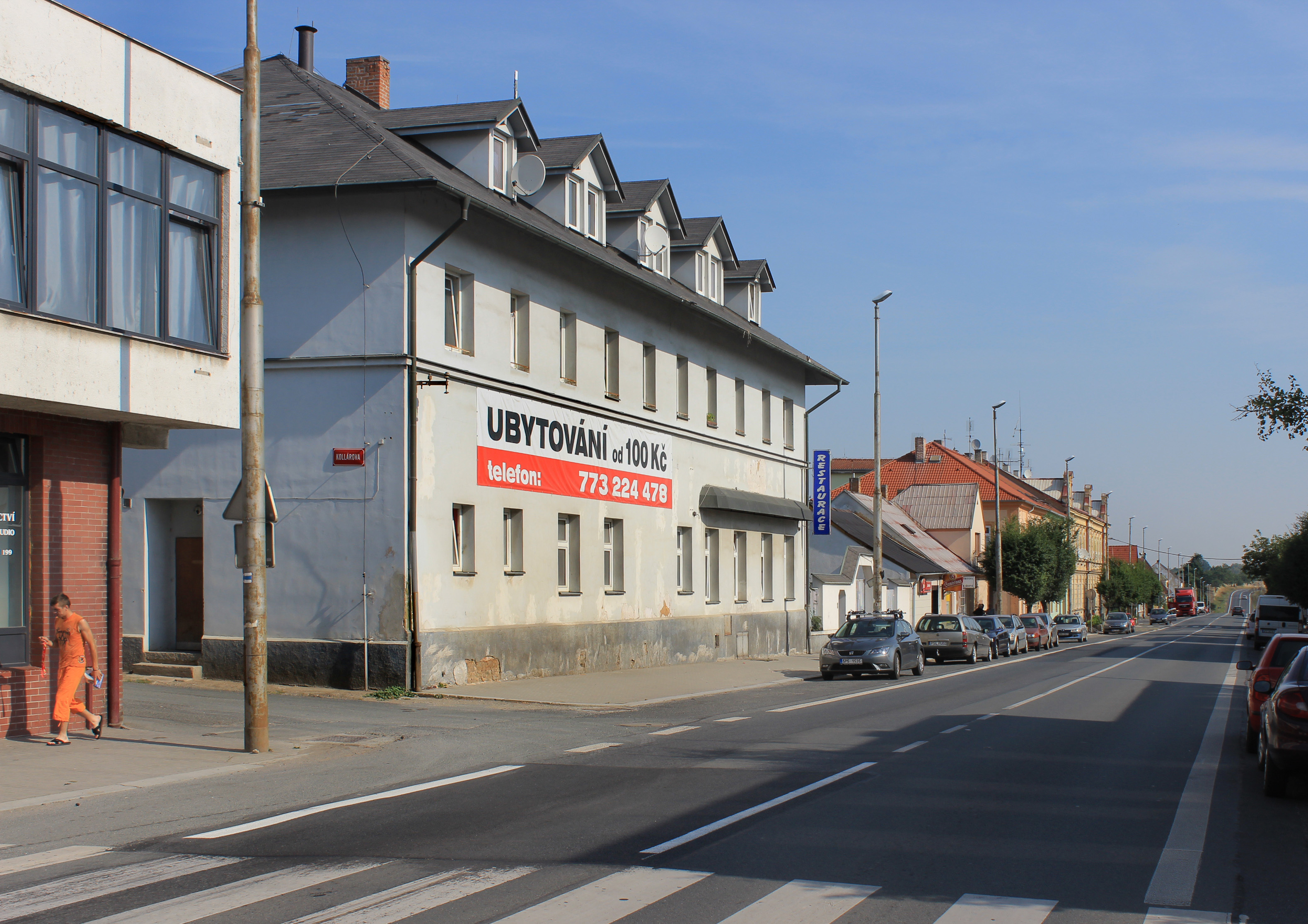
Straßenzug im Dorf Chotěšov

Die erste urkundliche Erwähnung des Orts stammt aus dem Jahre 1115. Im Jahre 1202 erfolgte durch den Gaugrafen Hroznata von Ovenec die Gründung des Prämonstratenserinnenklosters Chotěšov, das den Ort rasch anwachsen ließ und ihm überregionale Bedeutung verschaffte.
Am 18. Januar 1421 wurden der Ort, der sich im klösterlichen Besitz befand, und das Kloster durch die Hussiten zerstört. Das Kloster wurde nur teilweise wiederhergestellt, und erst 1756 entstand unter Jakob Auguston eine neue barocke Anlage. Nach der Auflösung des Klosters im Zuge des josephinischen Reformen fiel Chotieschau am 22. März 1782 an den Religionsfonds. 1822 erwarb Fürst Karl Alexander von Thurn und Taxis die Grundherrschaft Chotieschau für 1.080.000 Gulden.
Mit der Ablösung der Grundherrschaften und der Erbuntertänigkeit in Böhmen wurde Chotěšov 1850 zur selbstständigen Gemeinde. Der Bau der Eisenbahn von Pilsen nach Furth im Wald brachte dem Ort ab 1861 einen wirtschaftlichen Aufschwung, und im gleichen Jahr begann der Abbau von Steinkohle. 1878 mieteten die Salesianerinnen die leerstehenden Klostergebäude. Am Anfang des 20. Jahrhunderts gab es am Ort eine Bierbrauerei.
Nach dem Ersten Weltkrieg wurde die Region 1919 der neu geschaffenen Tschechoslowakei zugeschlagen.
1925 erfolgte im Zuge der Bodenreform die Konfiszierung des Grundbesitzes des Fürstenhauses Thurn und Taxis. 1937 erwarben die Ordensschwestern Konventsgebäude und Garten vom Haus Thurn und Taxis zu einem symbolischen Preis.
Aufgrund des Münchner Abkommens kam der Ort 1938 zum Deutschen Reich und gehörte bis 1945 zum Landkreis Mies, Regierungsbezirk Eger, im Reichsgau Sudetenland. Das größte der Bergwerke bei Týnec, das zwischen 1919 und 1938 als Masaryk-Zeche (Masarykův důl) bezeichnet worden war, wurde bis 1945 als Hermann-Göring-Schacht weitergeführt, deren Schachtanlagen jedoch auf den Fluren von Zwug lagen. 1939 wurde die Schule im Kloster geschlossen und ein Altersheim für die Schwestern eingerichtet.
Nach dem Zweiten Weltkrieg wurde die deutschsprachige Bevölkerung Chotieschaus enteignet und vertrieben. Die deutschen Einwohner kamen als Heimatvertriebene meist nach Bayern. Das Altersheim im Kloster wurde 1950 aufgelöst, als die tschechoslowakische Armee in die Gebäude einzog. 1973 gab die Armee das Objekt auf; der Schaden aus der 23-jährigen militärischen Nutzung als Kaserne belief sich auf 10 Mio. Kronen.
1991 übernahm die Gemeinde das Kloster. Einen Teil der Anlagen, den er bereits 1937 erworben hatte, erhielt der Orden zurück und übergab ihn dem Bistum Pilsen. Vom Klosterareal mit einer Fläche von 68 Tsd. m² besitzt die Gemeinde einen Anteil von ca. 37 Tsd. m². Für den Erhalt der Anlagen gründete sich ein Bürgerverein und im Kloster entstand ein kleines Museum.
Am westlichen Ortsrand wird ein Sportflugplatz für Ultraleichtflugzeuge betrieben. Aus ehemaligen Anlagen des Steinkohlenbergbaus, der seit den 1970er Jahren stillgelegt wurde, entstand das Gewerbegebiet Metálka. Größte Arbeitgeber sind der Kabelhersteller MD Elmont s.r.o. sowie der Produktionsbetrieb des deutschen Antriebselemente-Herstellers GERWAH s.r.o.

### Demographie
Bis 1945 war Chotieschau überwiegend von Deutschböhmen besiedelt, die vertrieben wurden.
| Jahr | Einwohner | Anmerkungen                                        |
| ---- | --------- | -------------------------------------------------- |
| 1785 | 0 k. A.   | 82 Häuser                                          |
| 1837 | 1055      | in 97 Häusern, darunter eine israelitische Familie |
| 1900 | 2007      | deutschsprachige Einwohner                         |
| 1921 | 2770      | davon 2089 deutsche Einwohner                      |
| 1930 | 2855      | [ 6 ]                                              |
| 1939 | 2686      | [ 6 ]                                              |

## Gemeindegliederung
Zur Gemeinde Chotěšov gehören die Ortsteile Hoříkovice (Horikowitz), Losina (Lossin), Mantov (Mantau) und Týnec (Teinitzl) sowie der Weiler Pančava und das Gewerbegebiet Metálka.

## Sehenswürdigkeiten
- Kloster Chotěšov mit Museum
- Pfarrkirche Mariä Geburt, erbaut 1366
- Mariensäule von 1687
- Statue des Hl. Johann Nepomuk von 1700
- Křížový vrch mit Aussichtsturm und ehemaliger Kirche

## Persönlichkeiten
- Karl Croy (* 1864 in Chotieschau; † 1923 in Teplitz-Schönau), Dipl.-Ing. (Bergakademie Pribram), 1890 bis 1914 Generaldirektor der Duxer Kohlevereins-AG in Teplitz-Schönau[7]
- Franz Kraus (* 1879 in Chotieschau; † 1962), Verleger
- F. X. Margold[8] (* 1887 in Chotieschau; † 1967), bedeutender Maler und Architekt
- Reinhard Müller (* 1944 in Chotieschau), deutscher Historiker und Soziologe